# Wilde cichorei
Wilde cichorei of wegenwachter (Cichorium intybus) is een overblijvend kruid uit de composietenfamilie (Asteraceae).

## Kenmerken
De plant is 30-120 cm hoog, heeft een sterke penwortel en een sterk vertakte stengel. De 3-5 cm grote bloemhoofdjes zijn lichtblauw en bevatten alleen lintbloemen. Het hoofdje is enkel in de ochtend geopend. De vruchten zijn nootjes. Deze zijn 2-3 mm lang en hebben een schubbig pappus.

## Voorkomen
Van oorsprong komt de plant uit het Middellandse Zeegebied. In Nederland en België is de plant echter al vele eeuwen lang aanwezig en waarschijnlijk door de Romeinen meegebracht. Cichorei komt voor in wegbermen, maar ook langs dijken, in droog grasland, bij muren en op vuilnisbelten kan ze worden aangetroffen. De bloeiperiode loopt van juli t/m augustus.

## Naam wegenwachter

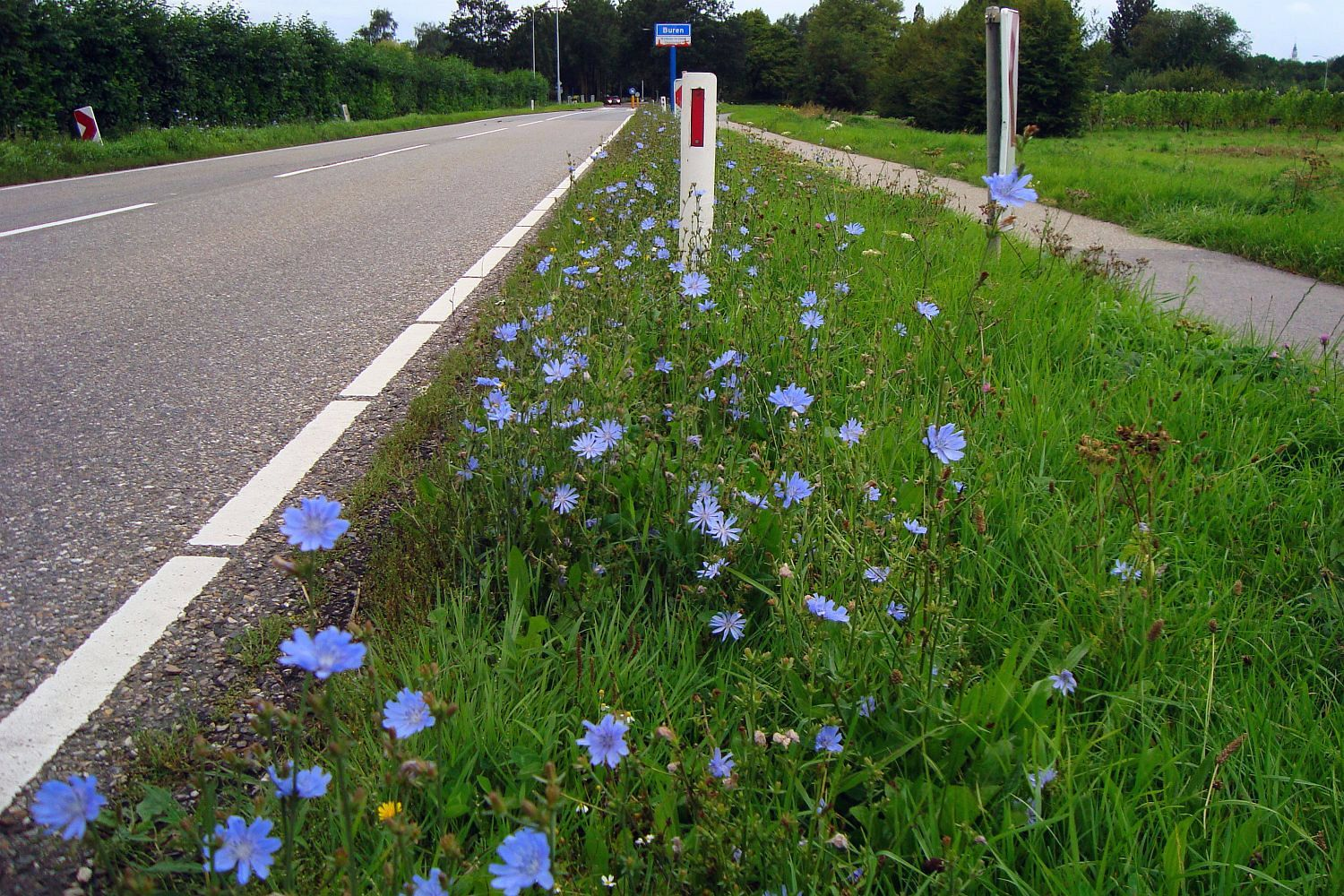
Wegenwachter langs de weg naar Buren

De volksnaam wegenwachter (Duits: Gemeine Wegwarte) verwijst naar het voorkomen van de plant in grote aantallen in bermen langs wegen.

## Voeding
De gemalen wortels werden, vooral in de negentiende eeuw en in de periode van de Tweede Wereldoorlog, als koffiesurrogaat gebruikt vanwege het hoge gehalte aan inuline. Nu wordt cichorei weer op vrij grote schaal verbouwd voor de productie van inuline. Hiervoor zijn verschillende rassen geselecteerd die een betere wortelvorm, een hogere wortelproductie en een hoger gehalte aan inuline hebben dan de oorspronkelijk wilde cichorei.
De jonge cichoreibladeren hebben een licht bittere smaak en kunnen in het voorjaar worden gebruikt in salades. Ook kunnen ze gekookt worden gebruikt. Tijdens het paasfeest worden de bladeren gegeten bij gebraden lam. Ook de bloeistengels kunnen gekookt gebruikt worden.

## Fytotherapie
Cichorei wordt in de volks- en plantgeneeskunde gebruikt bij maag- en leverklachten, verstoppingen en een gebrek aan eetlust.
Uit de plant kan een versterkings- en kalmeringsmiddel worden gemaakt in de vorm van een likkepot. Hiervoor moet één deel verse bloemen worden kleingesneden en in een vijzel worden fijngestampt. Daarna dienen drie delen suiker te worden toegevoegd totdat er een mengsel ontstaat. Dit moet in een goed afgesloten pot enige tijd in de zon worden gezet en daarna koel en donker worden bewaard.
Cichorei bevat onder andere de volgende stoffen:
- inuline
- laevuline
- choline
- intybine (een bitterstof)

Het chromosomenaantal van de cichorei is 2n = 18.

## Variëteiten
- Aspergecichorei, de bloeistengel van de plant wordt onder deze naam in Italië en Zuid-Frankrijk als asperge klaargemaakt en gegeten.[2]
- Witlof (Cichorium intybus var. foliosum) en de koffiecichorei (Cichorium intybus var. sativum) zijn voor het loof of de wortel gekweekte variëteiten.